# Ніхто 2
«Ніхто 2» — американський бойовик-трилер, знятий індонезійським режисером Тімо Тяхянто за сценарієм Дерека Колстада, Аарона Рабіна, Боба Оденкірка та Умара Алеема. Продовження фільму «Ніхто» 2021 року. Оденкірк, Конні Нільсен, RZA, Майкл Айронсайд, Колін Салмон, Гейдж Манро, Пейслі Кадорат і Крістофер Ллойд повторюють свої ролі з першого фільму, а Шерон Стоун, Колін Генкс, Джон Ортіс, Маккенна Грейс і Кріс Пайн грають нових персонажів. Прем'єра фільму в Північній Америці відбулась 15 серпня 2025 року.

## Акторський склад
- Боб Оденкірк у ролі Гатча Менселла, колишнього урядового вбивці
  - Нолан Ґрентем у ролі Молодого Хатча
- Конні Нільсен у ролі Бекки Менселл, успішної дружини Хатча
  - Пайпер Браун — молода Бекка
- RZA — Гаррі Менселл, прийомний брат Хатча
- Крістофер Ллойд у ролі Девіда Менселла, батька Гатча та агента ФБР у відставці
- Майкл Айронсайд — Едді Вільямс, тесть і бос Хатча[3][4]
- Колін Салмон у ролі Перукаря, колишнього урядовця Хатча
- Гейдж Манро в ролі Блейка Менселла, сина-підлітка Хатча
- Пейслі Кадорат — Еббі Менселл, донька Хатча
- Шерон Стоун у ролі Лендіни
- Колін Генкс в ролі Абеля
- Джон Ортіс
- Маккенна Грейс

## Виробництво
У березні 2021 року Конні Нільсен висловила зацікавленість у повторенні ролі Бекки Менселл у продовженні фільму «Ніхто». Актриса заявила, що хотіла б дізнатися більше про передісторію Хатча і Бекки, водночас зазначивши, що дискусії про те, як вони познайомилися, відбувалися на зйомках першого фільму. У червні того ж року було оголошено, що Дерек Колстад перебуває в процесі написання продовження, хоча це ще не було дозволено студією. У березні 2022 року 87North Productions оголосила в соціальних мережах, що студія з нетерпінням чекає на роботу над Nobody 2, хоча на той час офіційна дата виробництва не була оголошена. У серпні того ж року Девід Літч підтвердив, що робота над сценарієм триває, водночас заявивши, що студія взяла на себе зобов'язання випустити продовження.
У грудні 2022 року Келлі МакКормік оголосила, що продовження офіційно відбудеться, а основні зйомки заплановано на 2023 рік. У січні 2024 року Нільсен підтвердила, що розробка сиквела триває, водночас підтвердивши, що вона повторить свою роль із першої частини. У березні Leitch підтвердив, що виробництво має розпочатися до кінця 2024 року. У червні було підтверджено, що Конні Нільсен повторить свою роль Бекки. Того ж місяця стало відомо, що індонезійський режисер Тімо Тяхянто (в його англомовному дебюті) був найнятий для режисури фільму, а Колстад, Аарон Рабін, Боб Оденкірк і Умайр Алеєм написали сценарій. У липні Шерон Стоун приєдналася до акторського складу в невідомій ролі, а Крістофер Ллойд повторив свою роль Девіда Менселла з першого фільму. У серпні Колін Хенкс приєднався до акторського складу в невідомій ролі. У вересні Кріс Пайн, Джон Ортіс і Маккенна Грейс приєдналися до акторського складу в нерозкритих ролях тоді як Тьяхджанто розповів в одному зі своїх твітів, що RZA повторює свою роль Гаррі Менселла.
Основні зйомки розпочалися 6 серпня 2024 року у Вінніпезі і завершилися 26 вересня